# Ahlsdorf
Ahlsdorf là một đô thị thuộc huyện Mansfeld-Südharz, Sachsen-Anhalt, Đức. Đô thị Allstedt có diện tích 5,09 km², dân số thời điểm ngày 31 tháng 12 năm 2006 là 1860 người.